# Alchemilla stiriaca
Alchemilla stiriaca är en rosväxtart som beskrevs av Fröhner. Alchemilla stiriaca ingår i släktet daggkåpor, och familjen rosväxter. Inga underarter finns listade i Catalogue of Life.